# المدونة الدولية لتسويق بدائل حليب الأم
المدونة الدولية لقواعد تسويق بدائل حليب الأم هو إطار عمل السياسة الصحية الدولية لتعزيز الرضاعة الطبيعية التي اعتمدتها جمعية الصحة العالمية(اختصاراً:wha)لمنظمة الصحة العالمية (اختصاراً:who)في عام 1981.
وقد وضعت المدونة استراتجية عالميةللصحة العامة وأوصت بفرض قيود على تسويق بدائل حليب الثدي مثل حليب الأطفال لضمان عدم تثبيط الامهات من الرضاعة الطبيعية واستخدام البدائل بأمان إذا لزم الأمر، وتشمل المدونة أيضا الاعتبارات الأخلاقية واللوائح لتسويق زجاجات الرضاعة والحلمات، ولاحقا كان لجمعية الصحة العالمية عدد من القرارات فيها مزيد من التوضيح أو تمديد لأحكام معينه من المدونة  ، منذ عام 1981 إلى 1984 سنّت البلدان تشريعات لتنفيذ جميع أو العديد من أحكام المدونة والقرارات اللاحقة لجمعية الصحة العالمية ذات الصلة.

## أحكام
المدونة تهدف إلى حماية الرضاعة الطبيعية من الترويج التجاري أن يؤثر على الأمهات العاملين في مجال الصحة ونظم الرعاية الصحية، وهناك قرارات تحتوي على أحكام وتوصيات محددة تتعلق بوضع علامات (توسيم)حليب الأطفال وغيرها من بدائل لبن الأم.
1-الأمهات
- المعلومات والمواد التعليمية حول تغذية الرضع وصغار الأطفال يجب أن تكون موضوعية ومتناسقة وتؤكد على أهمية الرضاعة الطبيعية، في أي حال من الأحوال ينبغي أن تشير مثل هذه المواد إلى اسم العلامة التجارية للمنتج، كما ويحظر جميع أشكال
- الإعلان عن المنتجات والترويج لها.
- لا ينبغي أن تعطى الأمهات عينة مجانية عن المنتج.
- الأجهزة الترويجية مثل الخصومات والعروض الخاصة على مستوى البيع بالتجزئة محظورة.
- لا يجوز لممثلي الشركات بدء الأتصال مباشرة أو غير مباشرة مع الأمهات.
- وينبغي إبراز المخاطر الصحية للرضع الذين لايتغذون صناعيا أو الذين لا يرضعون رضاعة طبيعية خالصة وذلك من خلال وضع العلامات والتحذيرات المناسبة.

2-العاملين في مجال الصحة
- المدونة تعطي العاملين في مجال الصحة المسؤولية لتشجيع وحماية الرضاعة الطبيعية.
- ينبغي أن تقتصرالمواد المتعلقة بالمنتجات نظراً إلى المهنيين الصحيين من قبل الشركات المصنعة والموزعين على المسائل «العلمية والواقعية» ولا ينبغي أن تكون أدوات لتشجيع استخدام المنتجات.
- يمكن إعطاء عينات من المنتج عند الضرورة من أجل التقييم المهني أو البحوث على المستوى المؤسسي، وفي أي حال من الأحوال يجب أن تُمرر هذه العينات على الأمهات.
- من أجل منع تضارب المصالح بين المصنعين والموزعين يجب عدم إعطاء مواد أو إغراءات مالية للعاملين في مجال الصحة، وقد كان للجمعية العامة للصحة ثلاث قرارات في التغذية اللاحقة للرضع وصغار الأطفال لاعتماد قانون حذر من تضارب المصالح,[5] وقد دعى القرار 1996 (قرار جمعية الصحة العالمية 49,15)لتوخي الحذر في قبول الدعم المالي للمهنيين الصحيين العاملين في مجال صحة الرضع وصغار الأطفال والتي قد تخلق تضارب المصالح وقد تم توسيع ضرورة تجنب تضارب المصالح في عام 2005 (قرار جمعية الصحة العالمية 58,32) لتغطية البرامج الصحية للرضع وصغار الأطفال وكرر في عام 2008 (قرار جمعية الصحة العالمية 61,20).

3-نظم الرعاية الصحية
- يحظر الترويج لأي منتج في منشأة الرعاية الصحية، ويشمل هذا العرض من المنتجات لافتات وملصقات بشأن مثل هذه المنتجات وتوزيع المواد المقدمة من قبل الشركات المصنعة والموزعين.
- وينبغي أن يظهرأن التغذية الصناعية تكون فقط لأولئك الأمهات أوأفراد الأسرة الذين يكونون بحاجة لاستخدامها، ويجب أن تشمل المعلومات المقدمة تفسير واضح من مخاطر التغذية الصناعية ومخاطر الاستخدام غير السليم للمنتجات.
- المعدات والمواد المتبرع بها لا ينبغي أن تشير إلى أسماء العلامة التجارية للمنتجات.
- الكميات المجانية: في قرارين (قرار جمعية الصحة العالمية 39,28{1986}وقرار رقم 47,5{1994})دعوة فعالة لوضع حد لجميع اللوازم مجانا" أو بتكلفة منخفضة لأي جزء من نظام الرعاية الصحية.[6] ولذلك يحظر على المصنعين والموزعين توفير منتجات لمرافق الرعاية الصحية مجاناً أو بتكلفة منخفضة (وفقاً للمبادئ التوجيهية بموجب المستشفيات الصديقة للرضع تكلفة المبادرة "منخفض" يعني أقل من 80% من سعر التجزئة).

4-وضع العلامات(التصنيف)
- يجب أن تكون المعلومات في ملصقات حليب الأطفال بعبارات بسيطة وسهلة الفهم وبلغة مناسبة.
- يجب أن تحتوي ملصقات حليب الأطفال على بيان يشير على تفوق الرضاعة الطبيعية عليها ويجب استخدامه فقط بعد التشاور مع المهنيين الصحيين.
- لا ينبغي استخدام الصور أو النص الذي قد يمجد استخدام حليب الأطفال وبعض الصيغ مثل «الأنسنة» أو «التجسيد» أو ما شابه ذلك.
- ينبغي ألا يسمح للتغذية والصحة المطالبة بملصقات لبدائل لبن الأم مالم يسمح التشريع الوطني بذلك (قرار جمعية الصحة العالمية رقم 58,32[2005]).]).[7]
- الملصقات يجب أن تحتوي على تحذيرات صريحة لتوعية المستهلكين على مخاطر تلوث الحليب المجفف مع ميكروبات المسببة للأمراض (قرار جمعية الصحة العالمية رقم 58,32[2005]).]).[7]
- يجب أن تتوافق الملصقات مع المبادئ التوجيهية لل (منظمة الصحة العالمية / الفاو - منظمة الأغذية والزراعة)وبخصوص التخزين والتداول الآمن لحليب الأطفال المجفف (قرار جمعية الصحة العالمية 61,20{2008}),[8] وتماشياً مع توصية الرضاعة الطبيعية الخاصة في قرار جمعية الصحة العالمية رقم 54,2 {2001}) [9] فإن جميع الأغذية التكميلية لا تكون مناسبة للاستخدام من قبل الأطفال الرضع قبل الستة أشهر وليس في وقت سابق.

## التطبيق
كانت صناعة طعام الطفل موضع انتقاد حاد منالمنظمات غير الحكومية، الوكالات الدولية ومجموعات الحملات فشلت بالالتزام بالمدونة، واحد من أكبر الشركات المصنعة للأغذية والمشروبات في العالم شركة نستليه السويسرية العملاقة كانت موضوع حملة المقاطعة الدولية منذ عام 1977 وذلك لممارساتها التسويقية للحليب البديل قبل ومنذ وضع المدونة (انظر نستليه المقاطعة)
ومن تلقاء نفسها؛ المدونة الدولية ليست قانونا واجب النفاذ. الشركات هي فقط التي تخضع لعقوبات قانونية لفشلها في الالتزام بالمدونة حيث تم دمجه في الهيئة التشريعية للدولة. وقد اعتمد العديد من البلدان المدونة كليا أو جزئيا كقانون. وهناك بلدان ليس لديها أي تشريعات حول تسويق أغذية الأطفال.
هذا ويتم انتهاك المدونة من قبل مصنعي المواد الغذائية للأطفال على نطاق واسع خاصة وليس حصرا في البلدان التي لم تنفذ المدونة كإجراء وطني أو في المناطق التي يكون فيها امكانية الرصد والإنقاذ ضعيفة.
منظمة الصحة العالمية؛ شبكة العمل الدولية لأغذية الأطفال(بالإنجليزية:International Baby Food Action Network ، اختصاراً:IBFAN)، اليونسيف، أنقذوا الأطفال وغيرها من المنظمات الدولية ترصد أداء تنفيذ المدونة في جميع أنحاء العالم على حد سواء وذلك بشكل مستقل أو مع الحكومات.

## وصلات خارجية
- Full Code in English (PDF)
- International Baby Food Action Network
- Baby Milk Action (Great Britain)
- Baby Nahrung (Germany)
- Breaking the Rules, Stretching the Rules, International Baby Food Action Network, 2004 and 2007
- ibfan (Spanish